# Balnéothérapie

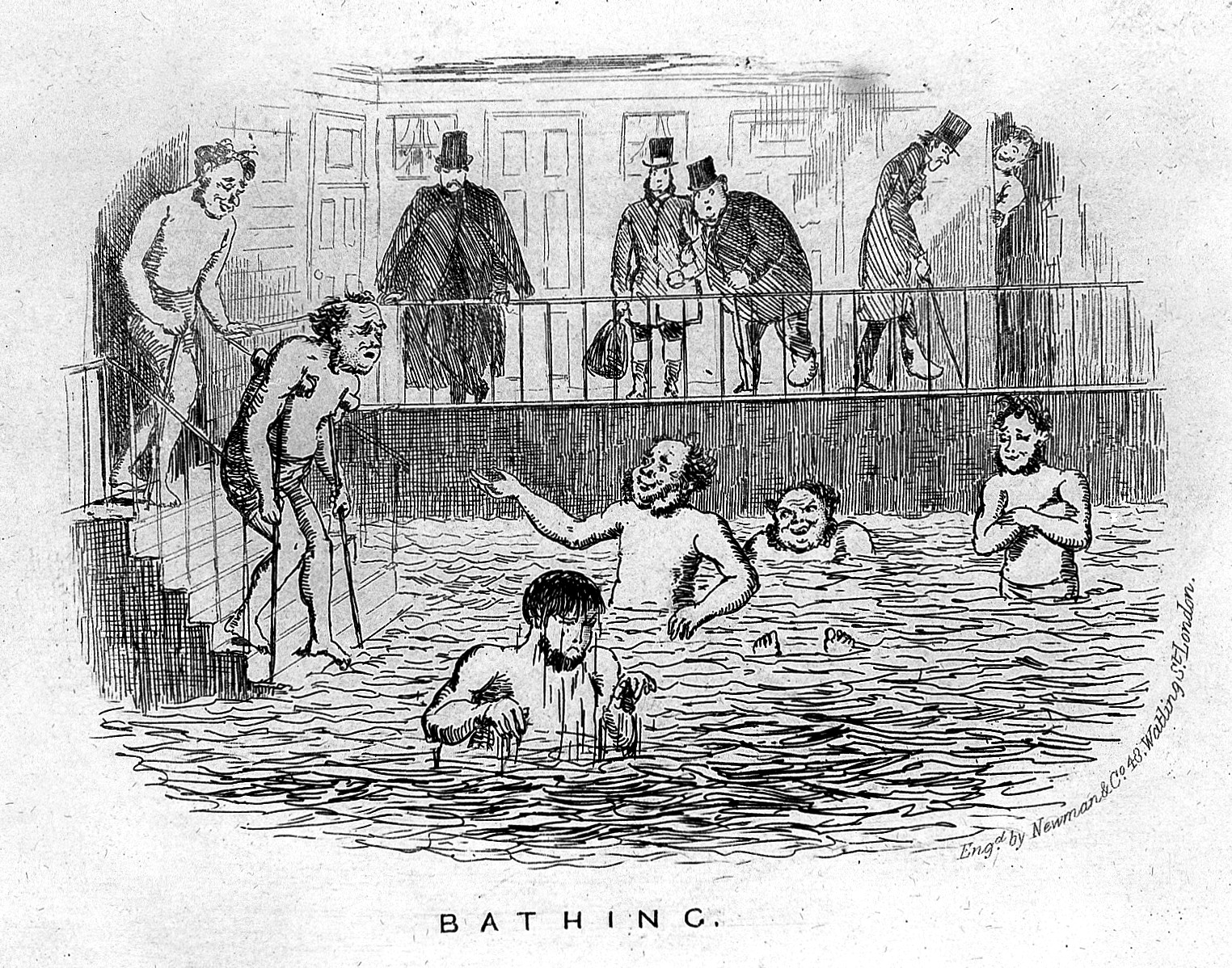
Bain d'eau douce.

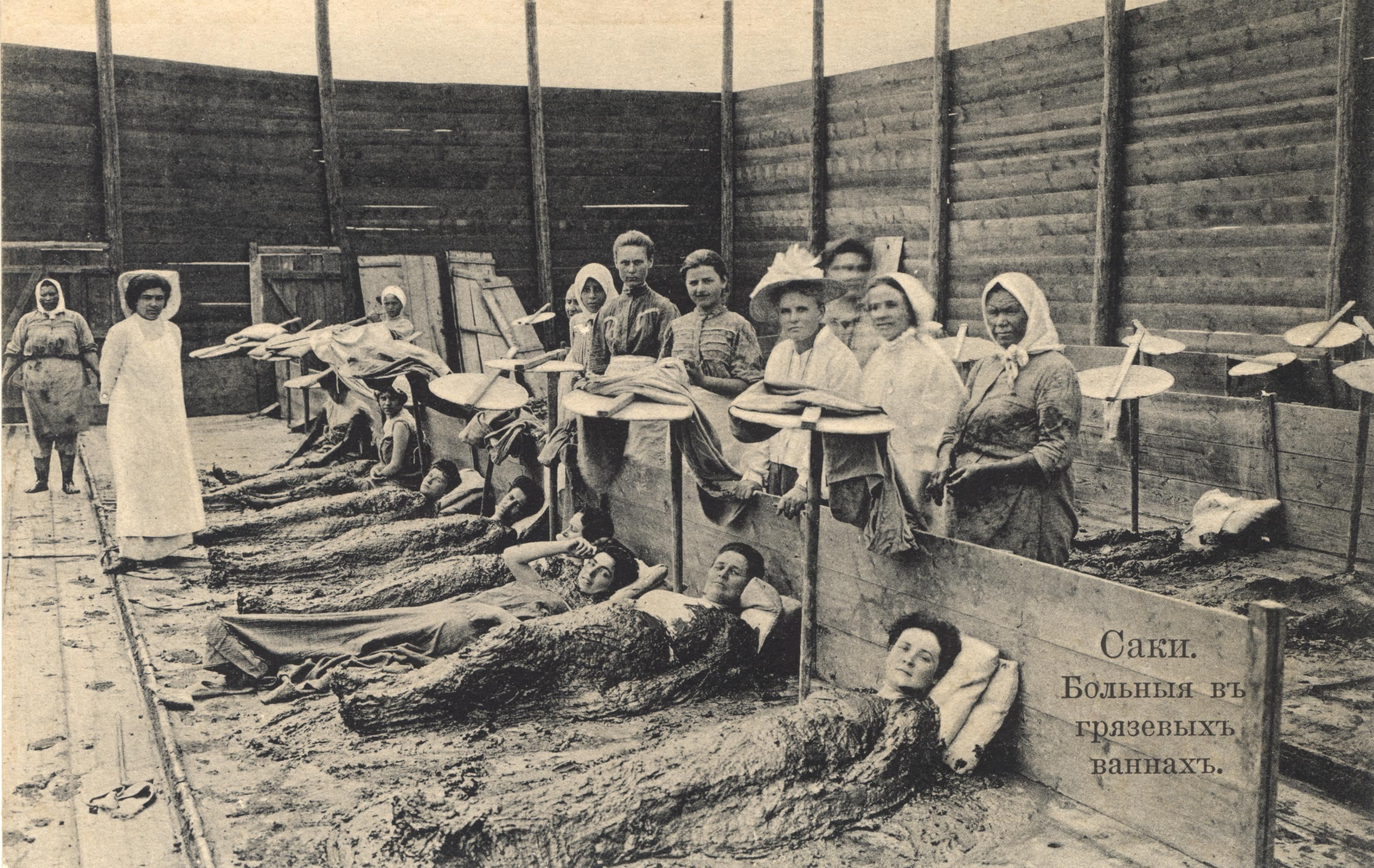
Bain de boue thérapeutique.

La balnéothérapie désigne l’ensemble des soins effectués par des bains généraux ou locaux. Il s'agit principalement de bain d'eau douce, d'eau de mer, de boue ou d'algue. Par extension, le terme peut s'appliquer aux bains solaires ou aux rayons ultraviolets ou infrarouges.
Concernant l'eau, la thalassothérapie en est une variante avec de l’eau de mer, et la crénothérapie ou « cure thermale » correspond à l'utilisation des eaux minérales naturelles.

## Histoire et développement
La balnéothérapie fut très en vogue durant la Renaissance. Montaigne, par exemple, a fait de fréquents séjours aux eaux de Bagni di Lucca en Italie pour soigner ses problèmes de lithiases urinaires.

## Le fonctionnement de la balnéothérapie
Des jets orientables sont installés un peu partout dans la baignoire. Ces jets mélangent l’air et l’eau et expulsent l’ensemble sous pression.

## Les bienfaits de la balnéothérapie
Un bain à remous, ou simplement un bain chaud, est un moyen alternatif pour traiter les blessures dues au sport, mais les bénéfices restent encore à préciser.